# Cheshmeh (ort i Iran)
Cheshmeh (persiska: چشمه) är en ort i Iran.   Den ligger i provinsen Khorasan, i den nordöstra delen av landet, 700 km öster om huvudstaden Teheran. Cheshmeh ligger 1 339 meter över havet och antalet invånare är 256.
Terrängen runt Cheshmeh är platt åt nordost, men åt sydväst är den kuperad. Runt Cheshmeh är det ganska glesbefolkat, med 42 invånare per kvadratkilometer. Närmaste större samhälle är Farhādgerd, 12,1 km söder om Cheshmeh. Omgivningarna runt Cheshmeh är i huvudsak ett öppet busklandskap.